# Mobile radio

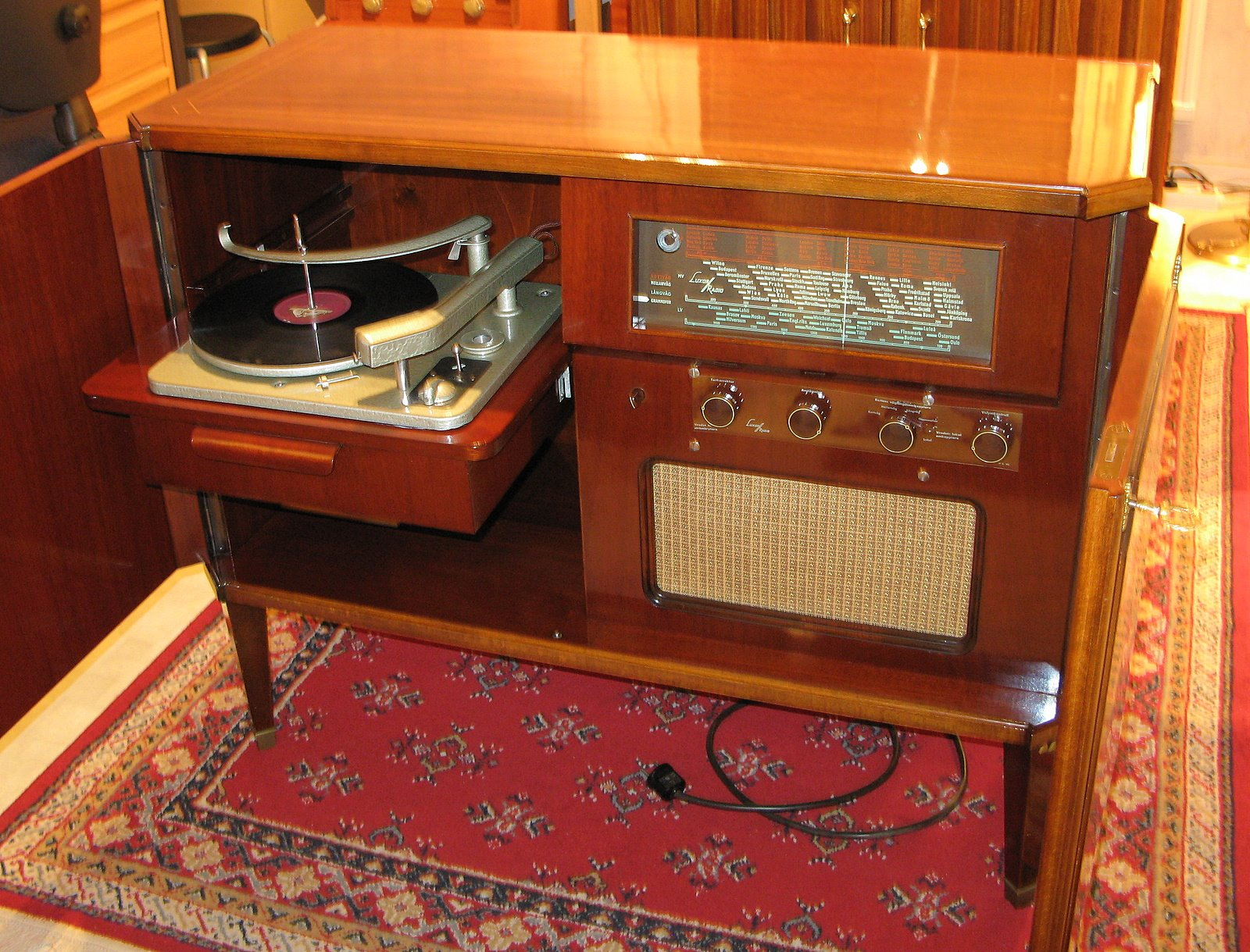
Un mobile radio Luxor Empire del 1948 con ricevitore radio e giradischi

Il mobile radio è un tipo di apparecchio radiofonico rivestito da un mobile in legno.

## Storia e descrizione
Si diffuse verso la fine degli anni venti dagli Stati Uniti, prendendo il posto dei piccoli sintonizzatori, ed il suo rivestimento esterno serviva per proteggere i circuiti presenti al suo interno. Successivamente il design subì maggiori ritocchi, e molto popolari erano le cosiddette "radio a cattedrale". Molti di questi mobili radio, peraltro molto ingombranti, erano costituiti anche da giradischi e magnetofoni.
Inizialmente fu un apparecchio acquistato perlopiù da famiglie benestanti che lo tenevano nei loro soggiorni, poi in seguito divenne uno strumento utilizzato dalle masse.
Maggiori produttori mondiali furono Blaupunkt, Philco, Philips, RCA e Telefunken. In Italia invece maggiori produttori nazionali furono Allocchio Bacchini, CGE, Ducati, LESA, Magnadyne, Phonola e RadioMarelli.
Negli anni cinquanta si diffuse un nuovo tipo di rivestimento del mobile, costituito da legno in tessuto plastificato. Con l'evoluzione dei circuiti radiofonici, del design, e soprattutto, con lo sviluppo della transistorizzazione delle radio avutasi verso gli anni sessanta, il modello mobile radio fu sempre più abbandonato dai produttori a favore di quelli portatili.